# 萱津之戰
織田信長在天文21年（1552年）與清洲織田家爆發的戰事，最終織田信長擊敗清洲織田家，收復松葉城跟深田城。

## 戰況
在織田信長之父織田信秀去世後，織田信長在赤塚之戰中又沒法順利討伐改投今川家的山口教繼父子，清洲織田家的重臣坂井大膳趁此良機，聯合同僚坂井甚介、河尻与一、織田三位攻打信長方的松葉城，松葉城主織田伊賀守交出人質表示投降，而深田城的信長叔父織田信次也隨後遭到清洲織田家攻打，織田信次自知不敵，也交出人質投降清洲織田家。
織田信長遂在8月16日清晨由那古野出兵，稻庭地的庄內川進軍，並與叔父守山城主織田信光所率的援軍合流，分兵攻打松葉城跟深田城並迎擊清洲織田家的本隊，渡川後朝海津前進。
海津位在清洲外三十町的位置，織田信長領軍跟清洲織田家的軍隊在辰刻發生激戰，由織田信光的家臣赤瀬清六作為先鋒出擊，卻被坂井甚介擊敗陣亡，但在交戰數刻後，清洲織田家臣坂井甚介反遭到信長家臣柴田勝家與中條家忠討取，清洲織田軍遭到織田信長擊敗，清洲方的坂井彦左衛門、黒部源介、野村與一右衛門、海老半兵衛、乾丹波守、山口勘兵衛、堤伊予等50人討死。
織田信長所分出的兵力也在辰刻至午刻時攻打松葉城，信長軍不斷用弓箭襲城，在清洲織田軍戰敗的消息傳來後，城中武將決定棄城退卻，但在信長軍的追擊下，清洲織田家的武將赤林孫七、土蔵弥介、足立清六陣亡。在深田城方面，清洲織田家也損失伊藤彌三郎、小坂井久藏等30多名武將，深田城與松葉城重歸織田信長之手。
織田信長趁敵軍撤退之際，也領兵追至清洲城附近，將鄰近農田的農作收割奪去後方引兵回城。。